# ケニアショッピングモール襲撃事件
ケニアショッピングモール襲撃事件（ケニアショッピングモールしゅうげきじけん）は、2013年にケニアの首都ナイロビの高級ショッピングモールが武装集団によって襲撃されたテロ事件である。

## 事件概要
2013年9月21日正午（現地時間）頃、ケニアのナイロビにある大型の商業施設「ウェストゲート」に武装グループが侵入した。武装グループは店内で銃を乱射し、手榴弾を爆発させたと見られる。
23日午前、治安部隊が施設へ突入急襲し、人質のほぼ全員を救出した。24日夜、ウフル・ケニヤッタ大統領はテレビ演説で事件の終結を宣言した。
この事件で、民間人61人と兵士6人が死亡、240余人の死傷者が出た。

## 襲撃グループ
当初は、10-15人と推測された襲撃グループであったが、後に店内の防犯ビデオを検証した結果4-6人（全員死亡）であることが判明している。
また、事件の最中に指摘されたテロリスト、「白い未亡人」の参加は、ナイロビの警察当局に否定されている。
この事件についてソマリアに拠点を置くイスラーム勢力アル・シャバブが犯行声明を出したほか、後に同組織の最高指導者アハマド・アブディ・ゴダネが事件に関与したことを語っている。